# Championnat du Vietnam de football 1986
Navigation
Saison précédente Saison suivante
La saison 1986 du Championnat du Viêt Nam de football est la sixième édition du championnat de première division au Viêt Nam. Vingt clubs s'affrontent lors d'une édition disputée à échelle nationale. 
Le championnat se déroule en plusieurs phases :
- la première phase voit les vingt club répartis en trois poules. Ils s'affrontent à deux reprises; les deux premiers se qualifient pour la deuxième phase, les deux derniers de chaque groupe doivent participer à la poule de relégation.
- lors de la deuxième phase, les six qualifiés sont regroupés au sein d'une poule unique et affrontent une seule fois leurs adversaires. Le club en tête du classement à l'issue des rencontres est déclaré champion.

C'est le club de Cang Sai Gon, qui remporte le championnat après avoir terminé en tête de la poule finale, avec deux points d'avance sur Câu Lac Bô Quân Dôi et quatre sur Hai Quan. C'est le tout premier titre de champion du Viêt Nam de l'histoire du club.

## Les clubs participants
| - Công An Hà Nội - Quan Khu 3 - Cang Sai Gon - Công nhân Nghĩa Bình - Lam Dong - Than Quang Ninh - Công an Thanh Hóa - Promu de D2 | - Cong An Hai Phong - Promu de D2 - Phong Khong - Cong An Ho Chi Minh - Cang Hai Phong - Cong Nhan Tuc Phan - Cong Nghiep Ho Chi Minh - Promu de D2 - Song Lam Nghe Tinh - Promu de D2 | - Hai Quan - Quan Khu Thu Do - Cong Nghiep Ha Nam Dinh - Phu Khanh - Quang Nam Da Nang - Câu Lac Bô Quân Dôi |

## Compétition
Le barème utilisé pour établir les différents classement est le suivant :
- Victoire : 2 points
- Match nul : 1 point
- Défaite : 0 point

### Première phase
| Rang | Équipe                   | Pts | J  | G | N | P | Bp | Bc | Diff |
| ---- | ------------------------ | --- | -- | - | - | - | -- | -- | ---- |
| 1    | Cong Nghiep Ho Chi MinhP | 15  | 12 | 5 | 5 | 2 | 13 | 11 | +2   |
| 2    | Cong Nghiep Ha Nam DinhT | 14  | 12 | 5 | 4 | 3 | 21 | 14 | +7   |
| 3    | Phong Khong              | 14  | 12 | 4 | 6 | 2 | 15 | 10 | +5   |
| 4    | Cang Hai Phong           | 12  | 12 | 3 | 6 | 3 | 11 | 8  | +3   |
| 5    | Phu Khanh                | 11  | 12 | 3 | 5 | 4 | 9  | 11 | -2   |
| 6    | Lam Dong                 | 11  | 12 | 4 | 3 | 5 | 8  | 13 | -5   |
| 7    | Công an Thanh HóaP       | 7   | 12 | 2 | 3 | 7 | 8  | 18 | -10  |

| Rang | Équipe               | Pts | J  | G | N | P | Bp | Bc | Diff |
| ---- | -------------------- | --- | -- | - | - | - | -- | -- | ---- |
| 1    | Hai Quan             | 18  | 12 | 7 | 4 | 1 | 14 | 4  | +10  |
| 2    | Câu Lac Bô Quân Dôi  | 18  | 12 | 7 | 4 | 1 | 12 | 6  | +6   |
| 3    | Than Quang Ninh      | 13  | 12 | 5 | 3 | 4 | 15 | 13 | +2   |
| 4    | Quan Khu Thu Do      | 11  | 12 | 2 | 7 | 3 | 13 | 15 | -2   |
| 5    | Công nhân Nghĩa Bình | 9   | 12 | 3 | 3 | 6 | 11 | 13 | -2   |
| 6    | Cong An Hai PhongP   | 9   | 12 | 3 | 3 | 6 | 5  | 9  | -4   |
| 7    | Cong Nhan Tuc Phan   | 6   | 12 | 1 | 4 | 7 | 5  | 15 | -10  |

| Rang | Équipe              | Pts | J  | G | N | P | Bp | Bc | Diff |
| ---- | ------------------- | --- | -- | - | - | - | -- | -- | ---- |
| 1    | Cong An Ho Chi Minh | 14  | 10 | 5 | 4 | 1 | 17 | 10 | +7   |
| 2    | Cang Sai Gon        | 13  | 10 | 5 | 3 | 2 | 17 | 9  | +8   |
| 3    | Quang Nam Da Nang   | 13  | 10 | 4 | 5 | 1 | 11 | 5  | +6   |
| 4    | Công An Hà Nội      | 10  | 10 | 3 | 4 | 3 | 12 | 15 | -3   |
| 5    | Song Lam Nghe TinhP | 7   | 10 | 2 | 3 | 5 | 9  | 17 | -8   |
| 6    | Quan Khu 3          | 3   | 10 | 0 | 3 | 7 | 10 | 22 | -12  |

|  | Qualification pour la deuxième phase |
|  | Relégation en deuxième division      |

### Deuxième phase
| Rang | Équipe                   | Pts | J | G | N | P | Bp | Bc | Diff |
| ---- | ------------------------ | --- | - | - | - | - | -- | -- | ---- |
| 1    | Cang Sai Gon             | 10  | 5 | 5 | 0 | 0 | 10 | 3  | +7   |
| 2    | Câu Lac Bô Quân Dôi      | 8   | 5 | 4 | 0 | 1 | 7  | 4  | +3   |
| 3    | Hai Quan                 | 6   | 5 | 3 | 0 | 2 | 13 | 9  | +4   |
| 4    | Cong Nghiep Ho Chi Minh  | 2   | 5 | 1 | 0 | 4 | 8  | 12 | -4   |
| 5    | Cong Nghiep Ha Nam DinhT | 2   | 5 | 1 | 0 | 4 | 8  | 12 | -4   |
| 6    | Cong An Ho Chi Minh      | 2   | 5 | 1 | 0 | 4 | 5  | 11 | -6   |

## Bilan de la saison
| Championnat du Viêt Nam de football 1986                             |                          |
| Champion                                                             | Cang Sai Gon (1er titre) |
| Promotions et relégations                                            |                          |
| Promus en V-League                                                   | 8 clubs                  |
| Relégués en Championnat du Viêt Nam de football de deuxième division | Cong Nhan Tuc Phan       |